# Informationstechniker
Der Handwerksberuf des Informationstechnikers umfasst die Tätigkeitsbereiche des früheren Radio- und Fernsehtechnikers sowie des früheren Büroinformationselektronikers. Die Bezeichnung Informationstechniker tragen lediglich die Meister in diesem Handwerk, der Ausbildungsberuf und somit auch die Bezeichnung als Geselle ist Informationselektroniker.
Die englische Bezeichnung für den "Meister im Informationstechnikerhandwerk" lautet "Master Information Technician".

## Tätigkeitsbereiche
Informationstechnikermeister sind hauptsächlich tätig in den Bereichen:
- Beratung der Kunden bei Installationen sowie dem Kauf von Hardware Installation / Konfiguration

- Ausbildung von Lehrlingen in beiden Fachbereichen des Ausbildungsberufs Informationselektroniker.

- Gerätereparatur sowohl von Unterhaltungselektronik (Fernseher, DVD-Recorder etc.), als auch von Bürogeräten (Drucker, Kopierer, PC). Dafür unterhalten sie meist eine eigene Werkstatt.

- Verkauf von oben genannten Geräten und Softwarepaketen.

- Installation, Einrichtung sowie Instandsetzung informationstechnischer Netze beim Kunden. Hierunter fallen zum Beispiel Antennenanlagen, Video- und Sicherheitsanlagen, Telefonanlagen und Datennetzwerke.

- Unterstützung der Kunden bei Softwareproblemen sowie Administration von Netzwerken.

- Das Leiten eines Betriebes (Marketing, Rechnungswesen, Controlling, Ausbildung, Personalwesen etc.).

Allerdings ist hierbei zu beachten, dass aufgrund der Entstehung des Berufes die Betriebe teilweise immer noch stark auf ihre früheren Berufsbereiche (Radio- und Fernsehtechnik oder Bürotechnik) spezialisiert sind. Nur wenige bieten zurzeit wirklich das gesamte Berufsspektrum an.

## Weiterbildungsmöglichkeiten
Als Meister des Handwerks sind noch weitere Bildungsmöglichkeiten gegeben: Der Fortbildungslehrgang Betriebswirt (HWK) ist die höchste Ausbildung im Handwerk, welche mit einer deutschlandweit anerkannten Fortbildungsprüfung vor der Handwerkskammer endet. Ziel dieser managementorientierten Fortbildung ist es, Meister, leitende Mitarbeiter sowie den Führungsnachwuchs auf Veränderungen – von komplexer werdenden Betriebsabläufen bis hin zu marktgerechten Entscheidungen – in klein- und mittelständischen Unternehmen vorzubereiten. Daher liegt in diesem Lehrgang der Schwerpunkt in der praxisorientierten Weiterbildung, damit der Betriebswirt (HWK) in der Lage ist, betriebswirtschaftliche Leitungsfunktionen wahrzunehmen, betriebliche Abläufe und Strukturen durch zeitgemäße Managementtechniken an veränderte Marktgegebenheiten anzupassen und eine entsprechende Personalentwicklung zu betreiben.
Mit dem Erwerb des Meistertitels ist ebenfalls das Studium an einer Fachhochschule (z. B.: Elektrotechnik) möglich.